# NGC 2321
NGC 2321 ist eine Balken-Spiralgalaxie vom Hubble-Typ SBa im Sternbild Luchs am Nordsternhimmel. Sie ist schätzungsweise 284 Millionen Lichtjahre von der Milchstraße entfernt und hat einen Durchmesser von etwa 115.000 Lichtjahren.

Im selben Himmelsareal befinden sich u. a. die Galaxien NGC 2315, NGC 2320, NGC 2322, NGC 2326.
Das Objekt wurde am 18. Dezember 1849 vom irischen Astronomen George Johnstone Stoney, einem Assistenten von William Parsons, entdeckt.